# Placa comemorativă a lui Alexei Mateevici
Placa comemorativă a lui Alexei Mateevici este un monument de for public din orașul Chișinău. Este amplasată pe fațada clădirii de pe str. Alexei Mateevici, 33, cunoscută drept casa în care a locuit poetul-preot Alexei Mateevici (monument ocrotit de stat). Conform Registrului, a fost înființată în 1992, dar o altă sursă consemnează anul 1990. Este dedicată poetului Alexei Mateevici, care a locuit în imobilul dat în 1915-1917.
Până în 2018, era indicată expres ca parte a monumentului ocrotit de stat.